# Laphria taphia
Laphria taphia är en tvåvingeart som beskrevs av Walker 1849. Laphria taphia ingår i släktet Laphria och familjen rovflugor. Inga underarter finns listade i Catalogue of Life.